# Kåre Wicklund
Kåre Wicklund, född 22 september 1914 i Kabelvåg i Vågans kommun på Lofoten, död 26 april 1986, var en norsk skådespelare, bror till skådespelaren Ottar Wicklund.
Han debuterade 1936 på Det Norske Teatret, där han var anställd under hela sin karriär, med avbrott för gästspel vid Det Nye Teater 1938–1940, Trøndelag Teater 1940–1941 och vid Fri Norsk Scene i Sverige under andra världskriget. Han spelade ofta med dubbelbottnad humor roller som Erasmus Montanus, Carolus Magnus i Arne Garborgs Læraren och Morten Kiil i Henrik Ibsens En folkefiende. Han behärskade också absurd teater och lyriska roller som Semjon i Anton Tjechovs Måsen. Han filmdebuterade 1936 i Norge for folket, och spelade bland annat också i Godvakker-Maren (1940).

## Filmografi
Enligt Internet Movie Database:
- 1936 – Norge for folket
- 1938 – Det drønner gjennom dalen
- 1938 – Ungen
- 1940 – Godvakker-Maren
- 1946 – Om kjærligheten synger de
- 1946 – Englandsfarare
- 1951 – Kvinnan bakom allt
- 1951 – Ukjent mann
- 1951 – Flukten fra Dakar
- 1960 – Veien tilbake
- 1960 – Det store varpet
- 1960 – Den fjerde nattevakt (TV)
- 1961 – Hans Nielsen Hauge
- 1966 – Broder Gabrielsen
- 1966 – Svält
- 1972 – Marikens bryllup
- 1973 – Brannen
- 1974 – Ransom
- 1974 – Under en steinhimmel